# Wojtowiczowie herbu Lubicz
Wojtowiczowie herbu Lubicz, znani również jako Woytowiczowie, Wójtowiczowie – polski ród szlachecki wywodzący się z Wołynia, prawdopodobnie pochodzenia litewsko-ruskiego.

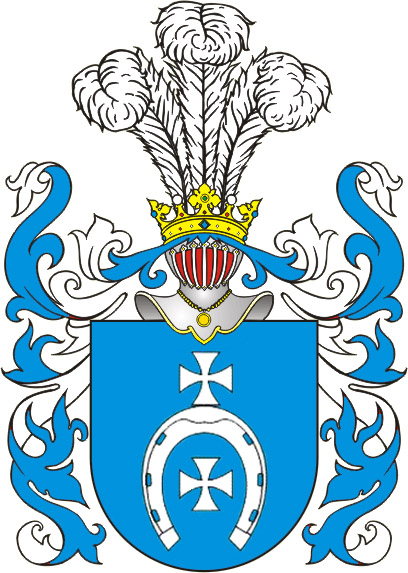
Herb Wojtowiczów – Lubicz

## Historia
Rodzina pieczętuje się herbem Lubicz, zaś jej gniazdem rodowym są Wojtowice (czy też Wojtowce) w powiecie ostrogskim. Pierwsza wzmianka o rodzie pochodzi z 1427 r. (Wojtowicz – syn rycerza Wojciecha), familię notowano także w 1576 r. jako przynależną do szlachty wołyńskiej (sejm koronacyjny króla Stefana Batorego).

Jan Wojtowicz herbu Lubicz, syn Stefana i Franciszki z Załuskich herbu Rawicz, wnuk Stanisława i Teresy z Byczkowskich herbu Pomian, prawnuk Marcina, wylegitymował się ze szlachectwa w zaborze rosyjskim w powiecie łuckim w 1803 r.

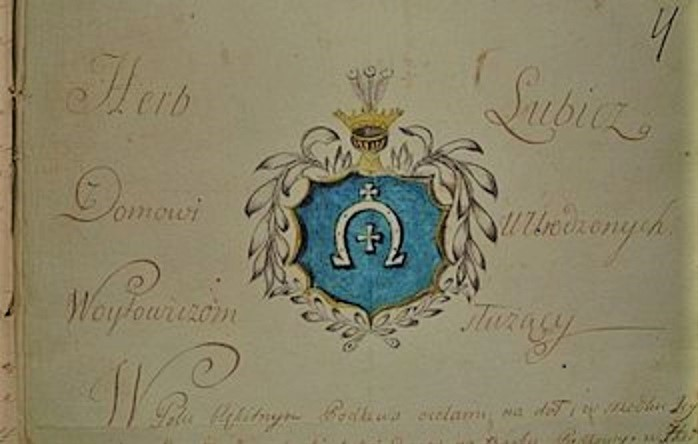
Dokument legitymacyjny rodziny Wojtowiczów z Heroldii Królestwa Polskiego – XIX w.

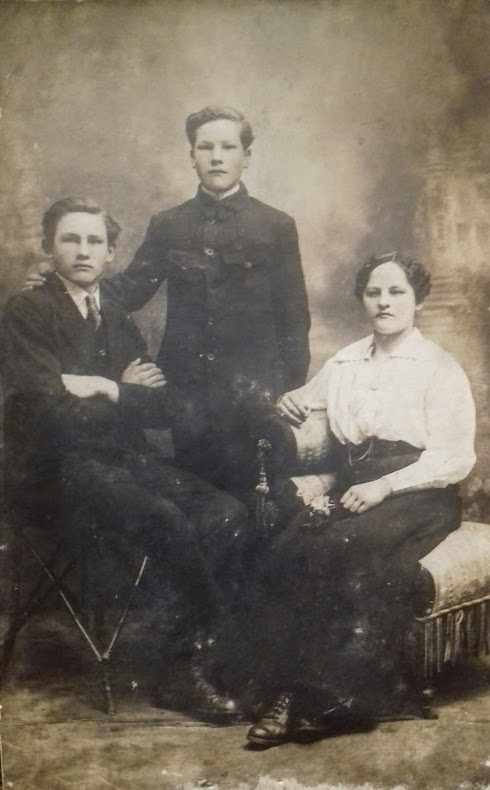
Młode pokolenie rodziny Wojtowiczów herbu Lubicz – 1920

Ur. Jmć Pan Jan Woytowicz, Powiatu Łuckiego ziemianin, w dowód szlacheckiej swej rodowitości złożył roku Tysiąc siedemset dziewięćdziesiąt siódmego dnia osiemnastego września w Łucku datowane od Obywateli Guberni Wołyńskiej dwunastu osiadłych, Ur. Janowi Woytowiczowi, Ur. Stefana i Franciszki z Załuskich Woytowiczów małżonków Podsędkowicostwa Łuckiego synowi, niegdy Ur. Stanisława i Teresy z Byczkowskich małżonków Podsędkostwa Łuckiego wnukowi, a zaś Marcina Woytowicza prawnukowi, o niewątpliwej Jego rodowitości szlacheckiej dane, a roku Tysiąc siedemset dziewięćdziesiąt ósmego, dnia dwudziestego czwartego maja w Xięgach Ziemskich Łuckich odpisano i otem że Familja Jego Herbu Lubicz z dawna używała upewniające świadectwo.

Wojtowiczowie posiadali majątki na Wołyniu, Podolu, w województwie kijowskim (Pawołocz), ruskim (Wojtowszczyzna). Większa część rodu uległa procesowi pauperyzacji (ze względu na rozrodzenie i utraty majątków). Na początku XIX w. Jan Wojtowicz, po spaleniu dworu przez grupę kozaków, sprzedał wieś Wojtowszczyznę hrabiemu Dzieduszyckiemu i wraz z dziećmi: Benedyktem, Feliksem, Łucją i Agatą osiedlił się w województwie sandomierskim w Księstwie Warszawskim (późniejszej guberni sandomierskiej i radomskiej w Królestwie Polskim), zakupując tam część wsi. W II p. XIX w. linia ta posiadała Ulów. Potomkowie tej rodziny żyją do dziś.

## Znani przedstawiciele
- Jan Wojtowicz z Pawołoczy (XVII w.) – posesor Pawołoczy, rycerz w chorągwi Władysława księcia Zasławskiego-Ostrogskiego;
- Marcin Wojtowicz – towarzysz husarski w armii koronnej Feliksa Kazimierza Potockiego w bitwie pod Podhajcami (1698);
- Stanisław Wojtowicz – pisarz ziemski łucki w latach 1743–1746 oraz podsędek łucki w latach 1747–1748[7];
- Karol Woytowicz „Chmielewski” (1839–1866) – powstaniec styczniowy, uczestnik bitwy opatowskiej[8];
- Józef Wojtowicz (1864–1925) – ziemianin, właściciel Ulowa;
- Jan Wojtowicz (1900–1952) – żołnierz w wojnie polsko-bolszewickiej;